# Rubén Blades
Pour les articles homonymes, voir Blades.
Rubén Blades est un chanteur de salsa, acteur et homme politique panaméen né le 16 juillet 1948 à Panama. Il est connu de façon internationale, notamment pour son single Pedro Navaja (1978). Son style a été qualifié de "salsa intellectuelle" et dans de nombreux pays, il est connu comme le "poète de la salsa". Ses chansons ont atteint une grande popularité et il est considéré comme l'un des auteurs-compositeurs-interprètes les plus réussis et les plus prolifiques d'Amérique latine.

## Biographie

### Jeunesse
Rubén Blades est né le 16 juillet 1948 à Panama. Ses parents sont des musiciens : son père, Rubén Blades Bosques, né en Colombie, était joueur de percussions (bongos) et policier ; sa mère, Anoland Bellido de Luna, née à Cuba, était chanteuse, pianiste et actrice à la radio. Roberto Blades, l'un de ses frères, est également musicien de salsa. Du côté de sa mère, ses grands-parents étaient espagnols (originaires de Galice), son grand-père paternel était originaire de Sainte-Lucie et sa grand-mère de Colombie.
Durant son adolescence, sa famille était relativement pauvre et il y avait aussi des troubles politiques au Panama, particulièrement au sujet du canal de Panama et des relations avec les États-Unis. Il avait grandi avec la culture américaine et le rock 'n' roll. Mais en 1964, 21 civils ont été tués et des centaines blessés dans des émeutes étudiantes, par des soldats américains, quand les étudiants ont essayé de hisser le drapeau du Panama à côté de celui des États-Unis au lycée Balboa. Cet événement traumatisant pour la nation a profondément influencé Rubén Blades et lui a ouvert les yeux.
Comme plusieurs panaméens qui étaient précédemment pro-américains, il a commencé à se poser des questions politiques et sociales.
Après ce « réveil politique », il a continué ses études et est finalement entré à la faculté de droit et de sciences politiques à l'Université de Panama.
Ses inclinations musicales l'ont incité à chanter avec quelques groupes musicaux comme El Conjunto Latino de Papi Arosemena, Los Salvajes del Ritmo et Bush y sus Magnificos. Mais les pressions des professeurs d'université l'ont forcé d'abandonner le chant pendant un moment.
En 1968, l'université a fermé en raison d'émeutes ; il a alors voyagé à New York et est entré en contact avec Pancho Crystal, le producteur de Cheo Feliciano, Richie Ray, Bobby Cruz, et Joe Cuba. Pancho Cristal avait entendu Rubén Blades chanter au Panama et lui proposa d'enregistrer un disque avec l'orchestre de Pete Rodríguez. From Panama To New York, sorti en 1970, et qui n'a pas beaucoup attiré l'attention à ce moment-là.
Malgré des problèmes politiques et économiques toujours présents au Panama, Rubén Blades y est retourné pour terminer ses études quand l'université a rouvert.

### Carrière musicale
Immédiatement après l'obtention de son diplôme, il rejoint sa famille à Miami puis se rend de nouveau à New York, pour développer sa  musique. Recommandé par Roberto Roena pour travailler à la Fania, il accepte le seul poste qui est à pourvoir : distribuer le courrier.
Cet emploi lui a permis de rentrer en contact avec des personnalités importantes de la scène musicale latine de New York.
Des interprètes comme Richie Ray et Bobby Cruz et Ismael Miranda ont enregistré ses compositions. Ray Barretto cherchait quelqu'un pour remplacer le chanteur de son orchestre. Roberto Roena lui a dit que Rubén Blades pourrait être son homme et il lui a fait passer une audition. Rubén Blades a alors démissionné de la Fania pour rejoindre le groupe de Ray Barretto. Il a été, avec Tito Gómez, le chanteur principal sur l'album Barretto (1975) et invité au chant pour des enregistrements de la Fania All Stars.
En parallèle, dès 1974, Rubén Blades commence à remplacer le chanteur Héctor Lavoe dans l'orchestre de Willie Colón, en tant que chanteur principal, sur la chanson El Cazanguero qu'il avait lui-même écrite, et qu'ils enregistrent ensemble sur l'album The Good, The Bad And The Ugly (publié en 1975),.
Sur leur premier album entier en commun, sans Lavoe, Metiendo Mano (1977), les deux chansons Plantación Adentro et Pablo Pueblo ont eu un impact énorme sur les fans de salsa aussi bien que chez les musiciens, pour sa vision sur les questions sociales.
Le disque suivant, Siembra (1978), s'étend sur la vision musicale et sociale du précédent. Le disque s'est vendu à plus d'un million de copies (disque d'or et de platine) et a été un hit dans la plupart des pays hispaniques, ainsi qu'aux États-Unis. Le succès de la chanson Pedro Navaja fait prendre conscience que la salsa peut véhiculer un message social.
Cet album révolutionnaire a été suivi par un autre, Maestra Vida (1980), un drame musical utilisant des personnages pour explorer des questions sociales d'une façon très personnelle.
Après six ans passés avec Willie Colón, Rubén Blades a décidé qu'il était temps de former son propre orchestre pour développer ses propres idées musicales. Mécontent de la manière dont la Fania était gérée, il signe chez Elektra Records. Il a fondé le groupe Seis del Solar, expérimentant avec des nouveaux formats de salsa. Il a éliminé la section de cuivres et s'est rapproché du son rock. Il a enregistré Buscando America (1984) avec son groupe, obtenant ainsi un album de salsa à thème social et politique, notamment les titres Buscando América, El padre Antonio y su monaguillo Andrés, Desapariciones ou même Decisiones, devenu un classique de la salsa.
Après son succès, il a pris pour un temps congé de la musique pour intégrer la faculté de droit de Harvard, avec le but à long terme de rendre crédible le Panama, doté d'une lourde dette. Il a obtenu sa maîtrise en Droit International en 1985.
Son album suivant Escenas (1985) lui fournit son premier Grammy Award.
Puis il sort Agua de Luna (1987) un thème inspiré par une série de nouvelles du célèbre auteur colombien, Gabriel García Márquez.
En vue d'étoffer sa palette, il se tourne vers le rock avec la complicité des rock stars Lou Reed et Elvis Costello pour un album en anglais, Nothing But the Truth (1988).
Il retourne à ses racines avec Seis del Solar qui devient Son del Solar, (qui intègre à nouveau des cuivres), avec l'album Antecedente (1988) qui lui vaut un autre Grammy Award. Suivent Caminando avec Son del Solar (1991) et Amor y Control (1992).
Il remporte trois Grammy Award de suite : Rosa de los Vientos (1996), avec des musiciens panamanéens, Tiempos (1999) avec l'ensemble Editus, dans lequel il a incorpore des éléments de musique classique contemporaine et de jazz, et Mundo (2002), également avec l'ensemble Editus et d'autres artistes, fusionnant instruments et rythmes irlandais, arabes et afro-cubains.
En 2018, le ministère de la culture espagnol lui décerne la médaille d'or du mérite des beaux-arts.

### Carrière politique
Son engagement sur le terrain social conduit Rubén Blades à se présenter à l'élection présidentielle en 1994, comme fondateur et le chef du mouvement Papa Egoro, parti qui arrive 3e sur 24, avec 17,1 % des voix, derrière Mireya Moscoso (29,1 %) et Ernesto Pérez-Balladares (élu avec 33,3 % des suffrages).
En 2000 il est nommé ambassadeur aux Nations unies et rencontre des étudiants pour dénoncer le racisme.
En 2004, il soutient le candidat Martín Torrijos à la présidence de la République, qui sera élu, et chante avec le Spanish Harlem Orchestra. Sous la présidence de Torrijos, Blades devient ministre du Tourisme, responsabilité qu'il exerce de 2004 à 2009.

### Carrière cinématographique
En 1982, Blades se découvre des talents d'acteur au cinéma. Jerry Massucci, propriétaire de la Fania, lui a offert le rôle d'un boxeur dans un film à  petit budget qu'il produisait : Le Dernier combat dirigé par Fred Williamson. Bien que le film n'ait aucun impact, il a inauguré une carrière couronnée de succès en tant qu'acteur. En 1985, il tourne au cinéma Crossover Dreams, un film indépendant autobiographique.
En tant qu’acteur, il tient des rôles dans les films de cinéastes comme Robert Redford, Robert Rodriguez, Spike Lee, Alan Pakula et Jack Nicholson. Son travail a été récompensé avec des CableACE, Independent Spirit et Alma Awards et le Hispanic Heritage Foundation’s Arts Award. Il a été nommé pour 3 Emmys pour ses rôles dans les films L’histoire de Joséphine Baker, Crazy from the Heart et The Maldonado Miracle. Blades passe aussi dans la série télévisée Fear the Walking Dead sur la chaîne AMC et a été le sujet d’un documentaire primé en 2018, Yo No me Llamo Rubén Blades.

## Discographie
- 1970 : De Panama a New York (Fania)
- 1975 : The Good, the Bad, the Ugly (avec Willie Colón)
- 1977 : Metiendo Mano (Codigo/Fania) (avec Willie Colón)
- 1978 : Siembra (Codigo/Fania) (avec Willie Colón)
- 1979 : Willie Colón Presents Rubén Blades
- 1979 : Bohemio y Poeta
- 1980 : Maestra Vida
- 1980 : Siembra Live (Codigo/Fania)
- 1981 : Canciones Del Solar De Los Aburridos (Emusica/Fania)
- 1982 : The Last Fight (Emusica/Fania)
- 1984 : Buscando América
- 1985 : Escenas
- 1986 : Agua de Luna
- 1986 : Crossover Dreams
- 1988 : Antecedente
- 1988 : Nothing But the Truth
- 1990 : Rubén Blades y Son del Solar...Live!
- 1991 : Caminando
- 1992 : Amor Y Control
- 1992 : Doble Filo
- 1992 : Rubén Blades with Strings
- 1993 : El Que La Hace La Paga
- 1993 : Joseph & His Brothers
- 1993 : Poeta Latino
- 1994 : Poetry
- 1996 : Rosa de Los Vientos
- 1999 : Tiempos
- 2000 : From Panama
- 2002 : Mundo
- 2005 : Ganas (Musicom)
- 2006 : Cali Concert (Immortal)
- 2009 : Cantares del Subdesarrollo
- 2011 : Todos Vuelven: Live, Vol. 1&2 (Ariel Rivas)
- 2012 : Eba Say Aja (Ariel Rivas)
- 2014 : Tangos (Sunnyside)
- 2015 : Ruben Blades con Roberto Delgado & Orquesta : Expresión Latina
- 2015 : Son de Panama
- 2017 : Almost Like Praying
- 2017 : Salsa Big Band

Participations
- Calle 13 ft. Rubén Blades : La Perla (2009)
- Diego Torres ft. Rubén Blades : Hoy es domingo (2015)
- Herencia de Timbiquí ft. Rubén Blades : Qué Será (2018)

## Filmographie

### Cinéma
- 1982 : The Last Fight de Fred Williamson
- 1985 : The Return Of Ruben Blades de Robert Mugge
- 1985 : Crossover Dreams de Leon Ichaso
- 1987 : Fatal Beauty de Tom Holland
- 1987 : Toubib malgré lui (Critical Condition) de Michael Apted
- 1988 : Milagro (The Milagro Beanfield War) de Robert Redford
- 1988 : Homeboy de Michael Seresin
- 1989 : Disorganized Crime de Jim Kouf
- 1989 : The Lemon Sisters de Joyce Chopra
- 1990 : Heart of the Deal de Marina Levikova et Yuri Neyman
- 1990 : Predator 2 de Stephen Hopkins
- 1990 : The Two Jakes de Jack Nicholson
- 1990 : Mo' Better Blues de Spike Lee
- 1991 : The Super de Rod Daniel
- 1993 : Miracle on Interstate 880 (San Francisco earthquake) de Robert Iscove
- 1994 : A Million to Juan de Paul Rodriguez
- 1994 : Color of Night de Richard Rush
- 1996 : Scorpion Spring de Brian Cox
- 1997 : Chinese Box de Wayne Wang
- 1997 : Ennemis rapprochés (The Devil's Own) de Alan J. Pakula
- 1999 : Broadway 39e rue (Cradle will rock) de Tim Robbins
- 2000 : De si jolis chevaux (All the Pretty Horses) de Billy Bob Thornton
- 2002 : Assassination Tango de Robert Duvall
- 2003 : Maldonado Miracle de Salma Hayek
- 2003 : Il était une fois au Mexique... Desperado 2 de Robert Rodriguez
- 2003 : Imagining Argentina de Christopher Hampton
- 2003 : Spin de James Redford
- 2004 : The Super de  Rod Daniel
- 2005 : Secuestro express de Jonathan Jakubowicz
- 2007 : Granpa de Joseph Medina
- 2012 : Sécurité rapprochée (Safe House) de Daniel Espinosa
- 2012 : Cristeros ("Cristiada, For Greater Glory") de Dean Wright
- 2013 : Cartel (The Counselor) de Ridley Scott

### Télévision
- 1989 : Dead Man Out, qui lui vaut le prix du meilleur acteur de télé câblée, (Cable ACE Award)
- 1991 : Tremblement de cœur (Crazy From The Heart) de Thomas Schlamme, nommé aux Emmy Awards
- 1991 : One Man's War de Sergio Toledo
- 1991 : The Joséphine Baker Story de Brian Gibson, nommé aux Emmy Awards
- 1993 : Miracle on Interstate 880 de Robert Iscove
- 1997 : X-Files (épisode El chupacabra) : Conrad Lozano
- 2000 : Gideon's Crossing de Tony Bill et Kenneth Fink
- 2015 - 2017, 2019 - 2023 : Fear the Walking Dead : Daniel Salazar (saisons 1 à 3, 5 à 8)

## Théâtre
- 1998 : The Capeman, comédie musicale à Broadway de Paul Simon